# Хетерофония
Хетерофонията е музикална текстура, при която едновременно се провеждат няколко варианта на една и съща мелодия. Това поражда усещането за моменти на сливане и моменти на разделяне на гласовете.
Хетерофонията се различава от полифонията, при която се провеждат няколко различни мелодии едновременно.

Хетерофонията е рядко срещана в западната класическа музика преди ХХ век. Могат да се намерят примери от произведенията на Йохан Себастиан Бах: 

- също при Волфганг Амадеус Моцарт: 

- и при Густав Малер: 